# 八卦鏡

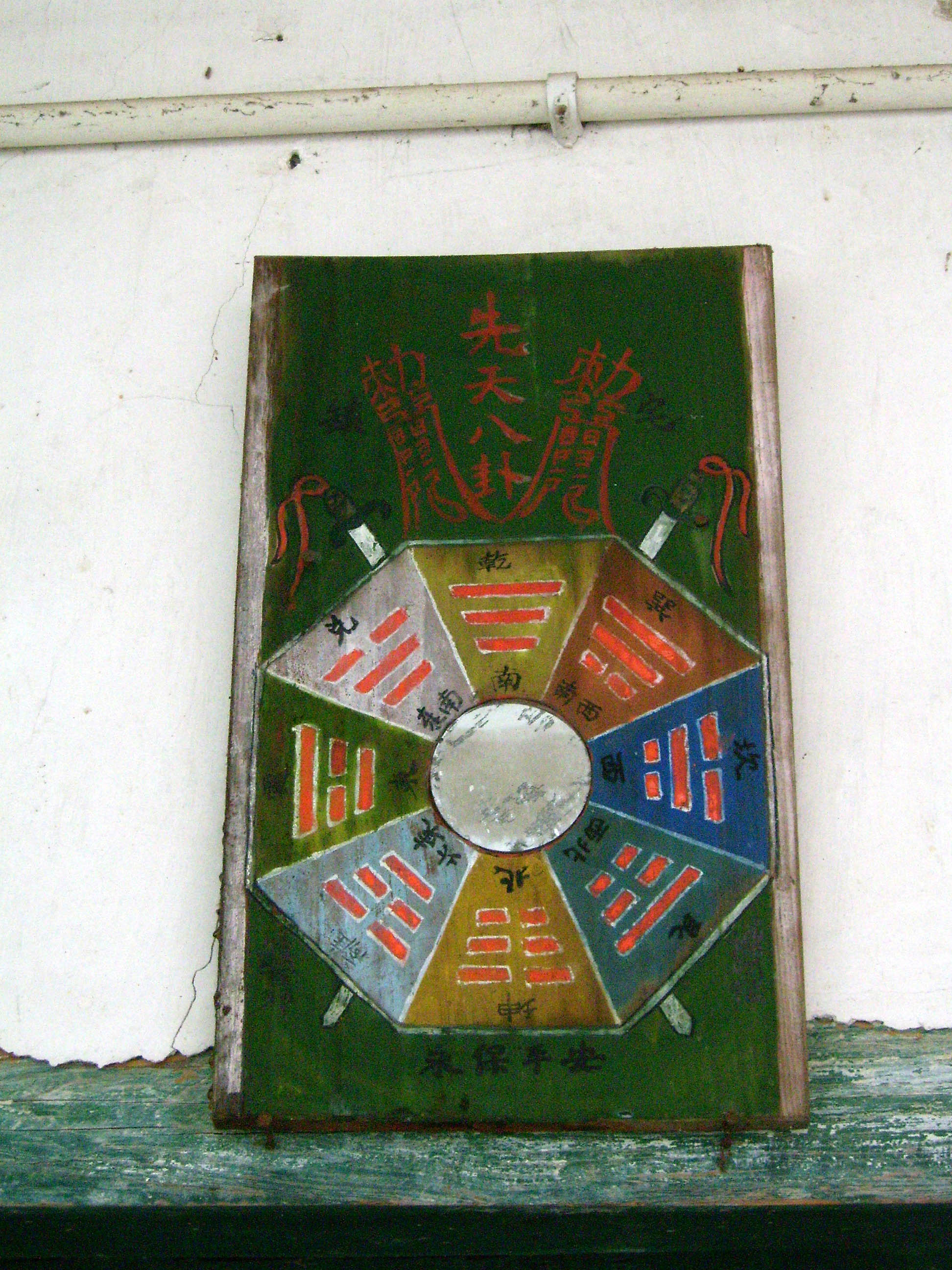
先天八卦図が描かれた八卦鏡

八卦鏡（はっけきょう、はっかきょう）とは、風水術で使われる専門の道具の一つ。正八角形の盤の真中に鏡を埋め込み、周囲に先天図の八卦を記した物である。八卦の中心に鏡があるので「八卦鏡」の名がある。
凶作用を反射させて化殺（軽減）する、あるいは吉作用を集中させて吉を増す目的で使用される。種類は凸面鏡、凹面鏡、平面鏡を配した3種類のものが一般的であるが、鏡が無く八卦記号だけのものを貴節鏡、羅経鏡と呼ぶことがある。また鏡の代わりに中央に白虎や青龍の頭部を置いたものがあり、これは獣頭牌と呼ばれている。
平面鏡と凸面鏡は凶を反射させて化殺するために使用するが、凸面鏡は反射させた凶作用をさらに拡散させることを目的にしている。凹面鏡は吉作用を反射させて特定方向に集中させる目的に使用する。